# هربرت هایدنرایش
هربرت هایدنرایش (انگلیسی: Herbert Heidenreich؛ زادهٔ ۱۵ نوامبر ۱۹۵۴) بازیکن فوتبال اهل آلمان است.
از باشگاه‌هایی که در آن بازی کرده‌است می‌توان به باشگاه فوتبال نورنبرگ و باشگاه فوتبال بروسیا مونشن‌گلادباخ اشاره کرد.